# Saramboura
Ne doit pas être confondu avec Sarambour.
Saramboura est un village du département et la commune rurale de Iolonioro (ou Nioronioro), situé dans la province de la Bougouriba et la région du Sud-Ouest au Burkina Faso.

## Géographie

### Démographie
- En 2006, le village comptait 608 habitants dont 51,5 % de femmes[1].